# ديزي سويني
ديزي سويني هي معلمة موسيقى وعازفة بيانو كندية، ولدت في 7 مايو 1920 في مونتريال في كندا، وتوفيت في 11 أغسطس 2017.